# Tom Watson (Politiker)

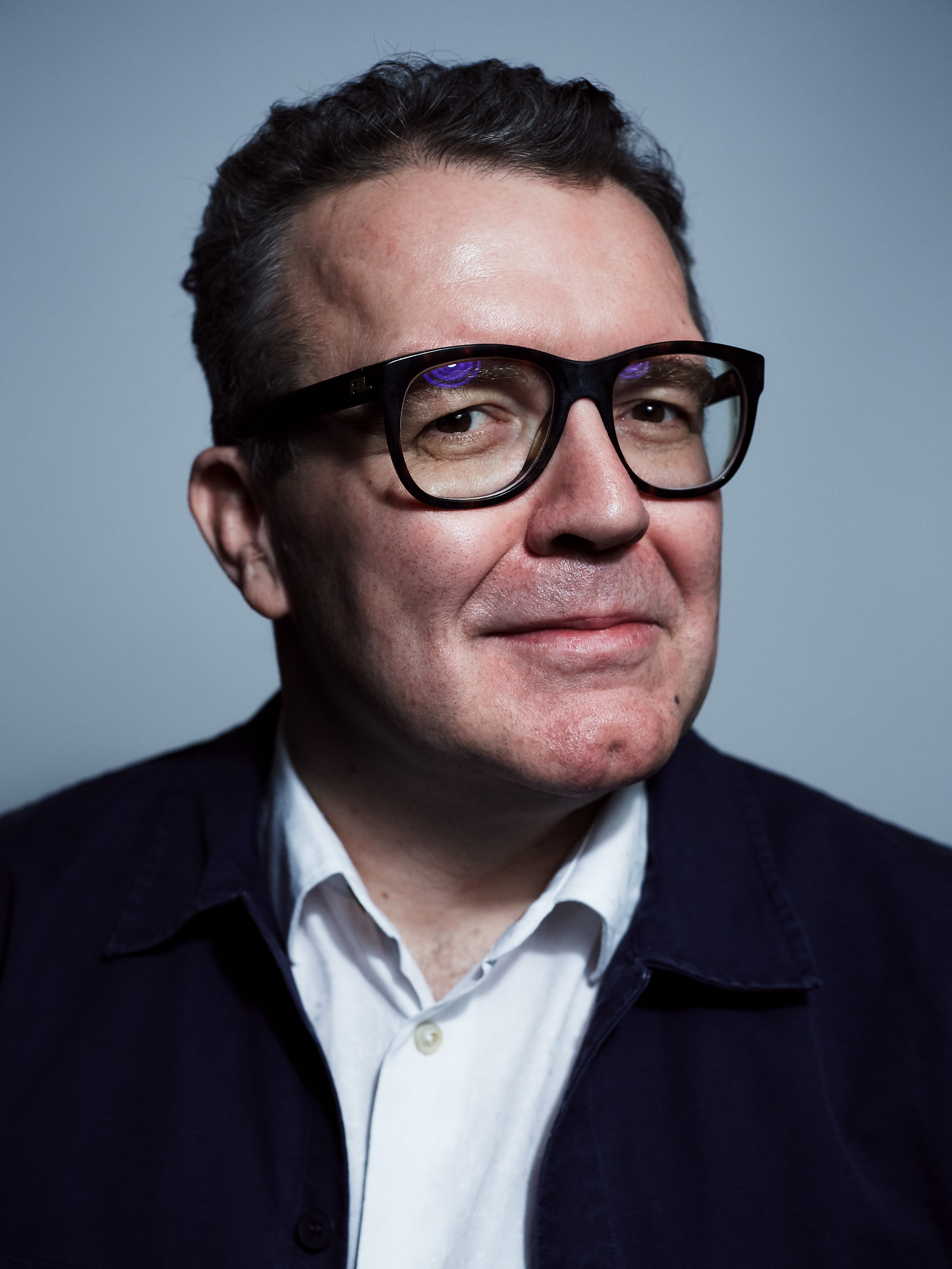
Tom Watson (2018)

Thomas Anthony Watson, Baron Watson of Wyre Forest (* 8. Januar 1967 in Sheffield) ist ein britischer Politiker und war von 2015 bis 2019 stellvertretender Parteivorsitzender der Labour Party. Von 2001 bis 2019 war er Abgeordneter für West Bromwich East im House of Commons, seit 2022 ist er Mitglied des House of Lords. Er wurde 2003 bekannt als der erste britische Abgeordnete mit einem eigenen Blog.

## Ausbildung und Beruf
Watson studierte an der University of Hull. Er engagierte sich in der Studierendenschaft seiner Universität und wurde 1992 zu ihrem Präsidenten gewählt. 1992 bis 1993 war er außerdem der Vorsitzende der National Organisation of Labour Students, einer der Labour Party nahestehenden nationalen Studentenorganisation. Nach dem Studium arbeitete er im Marketingbereich.
Er unterstützte die Wahlkampagne seiner Partei zu den britischen Unterhauswahlen 1997, bei denen die Labour Party die regierende Conservative Party deutlich schlug.

## Politische Karriere
Watson wurde 2001 im Wahlbezirk West Bromwich East als Nachfolger seines Parteigenossen Peter Snape ins britische Parlament gewählt. Er arbeitete zunächst im Home Affairs Select Committee und wurde 2003 parlamentarischer Privatsekretär beim Paymaster General. Als erster britischer Abgeordneter eröffnete er 2003 ein Blog auf seiner offiziellen Website. Öffentliche Aufmerksamkeit erregte er mit einem Blogeintrag, der das Bemühen von Politikern parodierte, Jugendliche für die Politik zu begeistern. Sein Blog gewann 2004 den New Media Award der Zeitung New Statesman. Er wurde 2004 Assistant Whip der Blair-Regierung, bevor er im Mai 2006 als Unterstaatssekretär und Minister für Veteranen zum Verteidigungsministerium wechselte.
Am 5. September 2006 berichtete die britische Presse, Watson hätte einen Brief unterzeichnet, in dem der amtierende Premierminister Tony Blair zum Rücktritt aufgefordert wurde. Die parlamentarische Geschäftsführerin der Regierung, Jacqui Smith, stellte Watson in einem Gespräch vor die Wahl, die Unterschrift zurückzuziehen oder von seinem Posten zurückzutreten. Einen Tag später erklärte Watson seinen Rücktritt.
Nach dem Amtsantritt von Blairs Nachfolger Gordon Brown im Juni 2007 kehrte Watson zur Regierung zurück. Ab Januar 2008 war er Minister für Digitalisierung und öffentliche Verwaltung im Cabinet Office. Am 5. Juni 2009 schied Watson im Zuge einer Kabinettsumbildung aus seinem Amt aus. Zuvor waren auch Watsons Spesenabrechnungen im Zuge einer größeren Affäre um Spesenabrechnungen von Parlamentariern in die Kritik geraten.
Am 12. September 2015 wurde Watson zum stellvertretenden Parteivorsitzenden der Labour Party gewählt. Im Schattenkabinett von Jeremy Corbyn war Watson zunächst Schattenminister für das Cabinett Office, seit dem 7. Oktober 2016 ist er Schattenminister für Kultur, Medien und Sport in Jeremy Corbyns Schattenkabinett. Tom Watson versuchte nach dem Brexit-Referendum und der anschließenden Führungskrise der Labour-Party Jeremy Corbyn zum Rücktritt zu bewegen, der sich aber schließlich in einer Neuwahl des Parteivorsitzes deutlich behaupten konnte. Sein Verhältnis zu Corbyn gilt als nicht spannungsfrei.
Am 21. April 2019 sprach sich Watson öffentlich für die Abhaltung eines zweiten Referendums zum EU-Austritt aus. Die Labour Party müsse dies als Wahlversprechen aufnehmen um der von Nigel Farage gegründeten Brexit Party zu begegnen.
Am 6. November 2019 gab Watson bekannt, bei der anstehenden Unterhauswahl am 12. Dezember auf eine erneute Kandidatur zu verzichten und zu diesem Termin auch seinen Posten als stellvertretender Vorsitzender der Partei niederzulegen. Hatte er zunächst angegeben, seine Gründe für den Rücktritt seien persönlich und nicht politisch, präzisierte er dies nachfolgend, indem er auf ein Klima der Brutalität und Feindseligkeit verwies, das mittlerweile in seiner Partei herrsche. Sein Mandat fiel an Nicola Richards von den Konservativen.
Am 21. November 2022 wurde er als Baron Watson of Wyre Forest, of Kidderminster in the County of Worcestershire, zum Life Peer erhoben und ist dadurch seither Mitglied des House of Lords.

## Privates
Watson lebt im Black Country. Er ist verheiratet und hat einen Sohn.

## Werke
- Votes for All: Compulsory Participation in Elections (Fabian Policy Report). Fabian Society, 2000. ISBN 0-7163-3050-4 (mit Mark Tami)